# Brunon Bendig
Brunon Bendig est un boxeur polonais né à Chełmno le 6 octobre 1938 et mort à Gdańsk le 15 septembre 2006.

## Carrière
Médaillé de bronze aux Jeux olympiques de Rome en 1960 dans la catégorie poids coqs, il remporte également au cours de sa carrière de boxeur amateur une médaille d'argent en poids plumes aux championnats d'Europe de Berlin-Est en 1965.

### Jeux olympiques
- Médaille de bronze en -54 kg aux Jeux de 1960 à Rome
- Participation aux Jeux de 1964 à Tōkyō

### Championnats d'Europe de boxe amateur
- Médaille d'argent en -57 kg 1965 à Berlin-Est, RDA